# Sueños de sal
Sueños de sal és una pel·lícula documental espanyola del 2015 dirigida pel valencià Alfredo Navarro, ambientada a Novelda i guanyadora del Goya a la millor pel·lícula documental. La banda sonora d'Oscar Navarro també es va endur alguns premis internacionals.

## Sinopsi
La pel·lícula mostra la determinació humana, l'esperit de superació i la força de quatre veïns de Novelda que han lluitat per aconseguir complir els seus somnis, convertint les dificultats en oportunitats i reptes malgrat la bufetada que els va suposar la crisi financera espanyola. Alejandro és un nen cec que toca el piano; Irene és una noia amb espina bífida que es vol independitzar dels seus pares i tenir casa pròpia; Simón és un lluitador de muai thay que vol viatjar a Tailàndia per perfeccionar la seva tècnica; i Mariano és un conductor de camió de 62 anys que vol aprendre a tocar la guitarra. La veu en off és de Tonino.

## Producció
La pel·lícula es va rodar al mateix Novelda amb un equip i pressupost mínim, i els seus beneficis foren destinats a la Creu Roja i a Caritas. Fou preestrenada a Novelda davant 5.000 persones.

## Premis
- Goya a la millor pel·lícula documental als XXX Premis Goya,[4]
- Va rebre el premi al millor llargmetratge documental valencià als XXV Premis Turia.[5]
- El compositor de la banda sonora Óscar Navarro González va guanyar dos Global Music Awards i dos premis de l'Accolade Competition pel seu treball.[6][7]